# Cambaytheriidae
Cambaytheriidae — родина примітивних чотири- або п'ятипалих унгулят, що походять із субконтиненту Індостан. Вони жили в епоху раннього еоцену і вирізняються наявністю бунодонтних зубів, придатних для поїдання жорсткої рослинності. Вони споріднені, але відрізняються від ранніх непарнопалих, а також можуть бути тісно пов'язані з Anthracobunidae як сестринська група непарнопалих.